# Flatpicking
Flatpicking es una técnica para instrumentos de cuerda en la que se utiliza un plectro, sostenido entre dos o tres dedos para pulsar las cuerdas. Contrasta con el estilo ejecutado únicamente con los dedos.

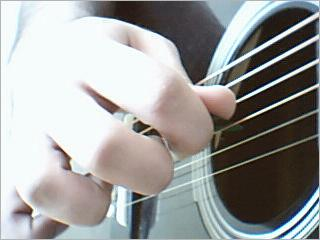

Aunque el término se utiliza en otros géneros y con otros instrumentos, probablemente lo más conocido es en el contexto de la guitarra acústica con cuerdas metálicas, particularmente en música bluegrass y old time music.
Pudiendo comenzar hacia 1930, el flatpicking se desarrolla cuando los guitarristas comienzan a hacer arreglos con afinación de fiddle en la guitarra, expandiendo el papel tradicional de ésta como guitarra rítmica de acompañamiento

El estilo melódico en bluegrass suele ser rápido y dinámico, con slides, hammer-ons, pull-offs, potentes strummings y rápidos crosspickings. Los músicos de Bluegrass que tocan con esta técnica prefieren guitarras con flat top más que con arch top y cuerdas metálicas mejor que de nailon. La guitarra arquetípica de flatpicking son las series 'Dreadnoughts' de C.F. Martin & Company.

## Primigenios
Los mejores ejecutantes de los primeros country y bluegrass eran músicos como Riley Puckett, George Shuffler, Alton Delmore, Don Reno y Bill Napier.

## 1990s-2000s
Músicos como David Grier, Bryan Sutton y Tim Stafford, Cody Kilby, John Chapman, Chris Eldridge, Andy Falco y Sean Watkins exploran este estilo de ejecución. El campeonato  US National Flatpicking Championship se lleva a cabo anualmente dentro del Walnut Valley Festival en Winfield (Kansas).

### Estilos de ejecución con púa
- en:Alternate picking
- en:Crosspicking
- en:Downpicking
- en:Economy picking
- en:Hybrid picking
- en:Lead guitar
- en:Sweep-picking
- en:Tremolo picking

- Datos: Q463342
- Multimedia: Flatpicking / Q463342